# Драпија
Драпија (итал. Drapia) је насеље у Италији у округу Вибо Валенција, региону Калабрија.
Према процени из 2011. у насељу је живело 203 становника. Насеље се налази на надморској висини од 257 м.

## Становништво
| 1951. | 1961. | 1971. | 1981. | 1991. | 2001. | 2011. |
| ----- | ----- | ----- | ----- | ----- | ----- | ----- |
| 3.172 | 3.044 | 2.672 | 2.461 | 2.444 | 2.193 | 2.102 |